# 15929 Ericlinton
15929 Ericlinton è un asteroide della fascia principale. Scoperto nel 1997, presenta un'orbita caratterizzata da un semiasse maggiore pari a 3,1677530 UA e da un'eccentricità di 0,1195206, inclinata di 1,48904° rispetto all'eclittica.